# Pure McCartney
Pure McCartney ist das vierte Kompilationsalbum von Paul McCartney. Gleichzeitig ist es einschließlich der Wings-Alben, der Fireman-Alben, der klassischen Alben, der Livealben und Kompilationsalben das 46. Album von Paul McCartney nach der Trennung der Beatles. Es wurde am 10. Juni 2016 in Deutschland, in Großbritannien und in den USA veröffentlicht.

## Entstehung
Das vierte Kompilationsalbum von Paul McCartney nach Wings Greatest (1978), All the Best! (1987) und Wingspan: Hits and History (2001) wurde Pure McCartney betitelt und erschien in drei Versionen mit unterschiedlicher Anzahl an Liedern. Die Doppel-CD enthält 39, die Vierfach-LP 41 und die Vier-CD-Box 67 Lieder.
In dem Vorwort im CD-Begleitheft schreibt Paul McCartney, dass er und sein Team die Idee hatten, ein Kompilationsalbum aus seiner „long and winding career“ zusammenzustellen, wobei die Priorität gesetzt wurde, beim Zuhören „Spaß“ zu haben.
Die Auswahl der Lieder umfasst den Zeitraum vom Jahr 1970, beginnend mit dem Album McCartney bis zur Single Hope for the Future aus dem Jahr 2014. Die karriereübergreifende Werkschau mit 67 Liedern berücksichtigt nicht die beiden Rock-’n’-Roll-Alben  Снова в СССР  und Run Devil Run sowie die Studioalben Flowers in the Dirt und Driving Rain, aber erstmals ein Lied von The Fireman. Der Anteil der Lieder an den jeweiligen Alben ist wie folgt:
- McCartney (1970): 3
- Ram (1971) (Paul & Linda McCartney): 5
- Wild Life (1971) (Wings): 1
- Red Rose Speedway (1973) (Wings): 2
- Band on the Run (1973) (Wings): 5
- Venus and Mars (1975) (Wings): 2
- Wings at the Speed of Sound (1976) (Wings): 3
- London Town (1978) (Wings): 3
- Back to the Egg (1979) (Wings): 2
- McCartney II (1980): 3
- Tug of War (1982): 3
- Pipes of Peace (1983): 2
- Give My Regards to Broad Street (1984): 1
- Press to Play (1986): 2
- Off the Ground (1993): 1
- Flaming Pie (1997): 8
- Chaos and Creation in the Backyard (2005): 4
- Memory Almost Full (2007): 2
- Electric Arguments (2008) (The Fireman): 1
- Kisses on the Bottom (2012): 1
- New (2013): 5
- Zuzüglich beinhaltet die CD-Box noch acht separat veröffentlichte Single-A-Seiten.

Das Album enthält 17 US-amerikanische und 19 britische Top-Ten-Hits, davon drei britische und neun US-amerikanische Nummer-eins-Hits. Nicht enthalten sind die Top-Ten-Hits aus Großbritannien Mary Had a Little Lamb, Wonderful Christmastime und Once Upon a Long Ago, sowie die Top-Ten-Hits aus den USA Helen Wheels, Take It Away und Spies Like Us. Hope of Deliverance, ein Top-Ten-Hit in mehreren kontinentaleuropäischen Ländern, ist ebenfalls nicht enthalten.
Das Duett mit Michael Jackson The Girl Is Mine, ebenfalls ein Top-Ten-Hit in Großbritannien und den USA, ist eine Komposition von Michael Jackson und wurde bei einer anderen Tonträgergesellschaft veröffentlicht, sodass dieses Lied aus rechtlichen Gründen nicht auf Pure McCartney enthalten ist.
Bei der Version von Say Say Say handelt es sich nicht um die Originalfassung, sondern um einen Remix, der 2015 hergestellt worden ist und sich auf der Wiederveröffentlichung aus dem Jahr 2015 des Albums Pipes of Peace befindet. Bei den verwendeten Liedern des Albums Tug of War handelt es sich um die Neuabmischungen aus dem Jahr 2015. 26 Lieder der Vierfach-CD-Box wurden für die Veröffentlichung von Alex Wharton in den Abbey Road Studios neu remastert.
Das Album Pure McCartney war in Deutschland (12. Top-Ten-Album) und Großbritannien (27. Top-Ten-Album) kommerziell erfolgreich.

## Covergestaltung
Das Cover entwarf YES. Das Coverfoto stammt von Linda McCartney und wurde während der Aufnahmesessions zum Album Ram 1970/1971 aufgenommen.
Weitere Fotos, die für das 18-seitige CD-Heft und das 42-seitige Buch der CD-Box-Ausgabe (19 cm × 14 cm) benutzt wurden, sind von Linda McCartney, Mary McCartney, Graham Hughes, David Dugley, Richard Haughton und MJ Kim. Das CD-Begleitheft/Buch enthält umfangreiche Informationen zu den Liedern.

## Titelliste

### Doppel-CD
| CD 1 1. Maybe I’m Amazed – 3:51 vom Paul McCartney-Album McCartney 2. Heart of the Country – 2:24 vom Paul McCartney/Linda McCartney-Album Ram 3. Jet – 4:09 vom Wings-Album Band on the Run 4. Warm and Beautiful – 3:14 vom Wings-Album Wings at the Speed of Sound 5. Listen to What the Man Said – 4:03 vom Wings-Album Venus and Mars 6. Dear Boy – 2:15 vom Paul McCartney/Linda McCartney-Album Ram 7. Silly Love Songs – 5:55 vom Wings-Album Wings at the Speed of Sound 8. The Song We Were Singing (2016 Remastered) – 3:55 vom Paul McCartney-Album Flaming Pie 9. Uncle Albert/Admiral Halsey – 4:56 vom Paul McCartney/Linda McCartney-Album Ram 10. Another Day – 3:43 Paul McCartney/Linda McCartney-Single-A-Seite 11. Sing the Changes – 3:45 vom The-Fireman-Album Electric Arguments 12. Jenny Wren – 3:48 vom Paul McCartney-Album Chaos and Creation in the Backyard 13. Save Us – 240 vom Paul McCartney-Album New 14. Mrs Vandebilt – 4:40 vom Wings-Album Band on the Run 15. Mull of Kintyre (2016 Remastered) – 4:45 Wings-Single-A-Seite 16. Let ’Em In – 5:11 vom Wings-Album Wings at the Speed of Sound 17. Let Me Roll It – 4:50 vom Wings-Album Band on the Run 18. Nineteen Hundred and Eighty Five – 5:31 vom Wings-Album Band on the Run 19. Ebony and Ivory (Remixed 2015) – 3:46 vom Paul McCartney-Album Tug of War | CD 2 1. Band on the Run – 5:14 vom Wings-Album Band on the Run 2. Arrow Through Me (2016 Remastered) – 3:38 vom Wings Album Back to the Egg 3. My Love – 4:10 vom Wings-Album Red Rose Speedway 4. Live and Let Die (2016 Remastered) – 3:13 Wings-Single-A-Seite 5. Too Much Rain – 3:26 vom Paul McCartney-Album Chaos and Creation in the Backyard 6. Goodnight Tonight (2016 Remastered) – 4:22 Wings-Single-A-Seite 7. Say Say Say (Radio Edit-2015 Remix) – 3:40 vom Paul McCartney-Album Pipes of Peace 8. My Valentine – 3:16 vom Paul McCartney-Album Kisses on the Bottom 9. The World Tonight (2016 Remastered) – 4:06 vom Paul McCartney-Album Flaming Pie 10. Pipes of Peace – 3:57 vom Paul McCartney-Album Pipes of Peace 11. Dance Tonight – 2:56 vom Paul McCartney-Album Memory Almost Full 12. Here Today (Remixed 2015) – 2:29 vom Paul McCartney-Album Tug of War 13. Wanderlust (Remixed 2015) – 3:51 vom Paul McCartney-Album Tug of War 14. Great Day (2016 Remastered) – 2:09 vom Paul McCartney-Album Flaming Pie 15. Coming Up – 3:52 vom Paul McCartney-Album McCartney II 16. No More Lonely Nights (2016 Remastered) – 4:43 vom Paul McCartney-Album Give My Regards to Broad Street 17. Only Mama Knows – 4:19 vom Paul McCartney-Album Memory Almost Full 18. With a Little Luck (DJ Edit, 2016 Remastered) – 3:13 vom Wings-Album London Town 19. Hope for the Future – 4:09 Paul McCartney-Single-A-Seite 20. Junk – 1:57 vom Paul McCartney-Album McCartney |

### Vier-CD-Box
| CD 1 1. Maybe I’m Amazed – 3:51 vom Paul McCartney-Album McCartney 2. Heart of the Country – 2:24 vom Paul McCartney/Linda McCartney-Album Ram 3. Jet – 4:09 vom Wings-Album Band on the Run 4. Warm and Beautiful – 3:14 vom Wings-Album Wings at the Speed of Sound 5. Listen to What the Man Said – 4:03 vom Wings-Album Venus and Mars 6. Dear Boy – 2:15 vom Paul McCartney/Linda McCartney-Album Ram 7. Silly Love Songs – 5:55 vom Wings-Album Wings at the Speed of Sound 8. The Song We Were Singing (2016 Remastered) -3:55 vom Paul McCartney-Album Flaming Pie 9. Uncle Albert/Admiral Halsey – 4:56 vom Paul McCartney/Linda McCartney-Album Ram 10. Early Days – 4:08 vom Paul McCartney-Album New 11. Big Barn Bed (2016 Remastered) – 3:51 vom Wings-Album Red Rose Speedway 12. Another Day – 3:43 Paul McCartney-Single-A-Seite 13. Flaming Pie (2016 Remastered) – 2:31 vom Paul McCartney-Album Flaming Pie 14. Jenny Wren – 3:48 vom Paul McCartney-Album Chaos and Creation in the Backyard 15. Too Many People – 4:11 vom Paul McCartney/Linda McCartney-Album Ram 16. Let Me Roll It – 4:50 vom Wings-Album Band on the Run 17. New – 2:58 vom Paul McCartney-Album New CD 2 1. Live and Let Die (2016 Remastered) – 3:14 Wings-Single-A-Seite 2. English Tea – 2:14 vom Paul McCartney-Album Chaos and Creation in the Backyard 3. Mull of Kintyre (2016 Remastered) – 4:45 Wings-Single-A-Seite 4. Save Us – 2:41 vom Paul McCartney-Album New 5. My Love (2016 Remastered) – 4:10 vom Wings-Album Red Rose Speedway 6. Bip Bop (2016 Remastered) – 4:13 vom Wings-Album Wild Life 7. Let ’Em In – 5:11 vom Wings-Album Wings at the Speed of Sound 8. Nineteen Hundred and Eighty Five – 5:31 vom Wings-Album Band on the Run 9. Calico Skies (2016 Remastered) – 2:32 vom Paul McCartney-Album Flaming Pie 10. Hi, Hi, Hi (2016 Remastered) – 3:09 Wings-Single-A-Seite 11. Waterfalls – 4:45 vom Paul McCartney-Album McCartney II 12. Band on the Run – 5:13 vom Wings-Album Band on the Run 13. Appreciate – 4:29 vom Paul McCartney-Album New 14. Sing The Changes – 3:45 vom The Fireman-Album Electric Arguments 15. Arrow Through Me (2016 Remastered) – 3:38 vom Wings Album Back to the Egg 16. Every Night – 2:34 vom Paul McCartney-Album McCartney 17. Junior’s Farm – 4:22 Wings-Single-A-Seite 18. Mrs Vandebilt – 4:40 vom Wings-Album Band on the Run | CD 3 1. Say Say Say (Radio Edit-2015 Remix) – 3:41 vom Paul McCartney-Album Pipes of Peace 2. My Valentine – 3:16 vom Paul McCartney-Album Kisses on the Bottom 3. Pipes of Peace – 3:56 vom Paul McCartney-Album Pipes of Peace 4. The World Tonight (2016 Remastered) – 4:06 vom Paul McCartney-Album Flaming Pie 5. Souvenir (2016 Remastered) – 3:39 vom Paul McCartney-Album Flaming Pie 6. Dance Tonight – 2:56 vom Paul McCartney-Album Memory Almost Full 7. Ebony and Ivory (Remixed 2015) – 3:46 vom Paul McCartney-Album Tug of War 8. Fine Line – 3:07 vom Paul McCartney-Album Chaos and Creation in the Backyard 9. Here Today (Remixed 2015) – 2:29 vom Paul McCartney-Album Tug of War 10. Press (2016 Remastered) – 4:47 vom Paul McCartney-Album Press to Play 11. Wanderlust [Remixed 2015] – 3:51 vom Paul McCartney-Album Tug of War 12. Winedark Open Sea (2016 Remastered) – 5:27 vom Paul McCartney-Album Off the Ground 13. Beautiful Night (2016 Remastered) – 5:07 vom Paul McCartney-Album Flaming Pie 14. Girlfriend (2016 Remastered) – 4:42 vom Wings-Album London Town 15. Queenie Eye – 3:49 vom Paul McCartney-Album New 16. We All Stand Together (2016 Remastered) – 4:25 Paul McCartney-Single-A-Seite CD 4 1. Coming Up – 3:53 vom Paul McCartney-Album McCartney II 2. Too Much Rain – 3:26 vom Paul McCartney-Album Chaos and Creation in the Backyard 3. Good Times Coming / Feel the Sun (2016 Remastered) – 4:56 vom Paul McCartney-Album Press to Play 4. Goodnight Tonight (2016 Remastered) – 4:22 Wings-Single-A-Seite 5. Baby’s Request (2016 Remastered) – 2:51 vom Wings Album Back to the Egg 6. With a Little Luck (2016 Remastered) – 3:13 vom Wings-Album London Town 7. Little Willow (2016 Remastered) – 2:58 vom Paul McCartney-Album Flaming Pie 8. Only Mama Knows – 4:19 vom Paul McCartney-Album Memory Almost Full 9. Don’t Let It Bring You Down (2016 Remastered) – 4:36 vom Wings-Album London Town 10. The Back Seat of My Car – 4:31 vom Paul McCartney/Linda McCartney-Album Ram 11. No More Lonely Nights (2016 Remastered) – 4:43 vom Paul McCartney-Album Give My Regards to Broad Street 12. Great Day (2016 Remastered) – 2:09 vom Paul McCartney-Album Flaming Pie 13. Venus and Mars/Rock Show (2016 Remastered) – 3:47 vom Wings-Album Venus and Mars 14. Temporary Secretary – 3:16 vom Paul McCartney-Album McCartney II 15. Hope for the Future – 4:09 Paul McCartney-Single-A-Seite 16. Junk – 1:57 vom Paul McCartney-Album McCartney |

### Vierfach-LP
| A 1 1. Maybe I’m Amazed – 3:51 2. Heart of the Country – 2:24 3. Jet – 4:09 4. Warm and Beautiful – 3:14 5. Listen to What the Man Said – 4:03 6. Dear Boy – 2:15 A 2 1. Silly Love Songs – 5:55 2. The Song We Were Singing – 3:55 3. Uncle Albert/Admiral Halsey – 4:56 4. Another Day – 3:43 5. New – 2:58 B 1 1. Mull of Kintyre – 4:45 2. Sing The Changes – 3:45 3. Jenny Wren – 3:48 4. Mrs Vandebilt – 4:40 5. Save Us – 2:41 B 2 1. Let ’Em In – 5:11 2. Let Me Roll It – 4:50 3. Ebony and Ivory [2015 Remix] – 3:46 4. Nineteen Hundred and Eighty Five – 5:31 | C 1 1. Band on the Run – 5:13 2. Arrow Through Me – 3:38 3. My Love – 4:10 4. Live and Let Die – 3:14 5. Too Much Rain – 3:26 C 2 1. Say Say Say (Radio Edit-2015 Remix) – 3:41 2. My Valentine – 3:16 3. Goodnight Tonight – 4:22 4. The World Tonight – 4:06 5. Pipes of Peace – 3:56 D 1 1. Dance Tonight – 2:56 2. Here Today – 2:29 3. Wanderlust – 3:51 4. Great Day – 2:09 5. Coming Up – 3:53 6. No More Lonely Nights – 4:43 D 2 1. Too Much People – 4:11 2. Only Mama Knows – 4:19 3. With a Little Luck – 3:13 4. Hope for the Future – 4:09 5. Junk – 1:57 |

## Single-Auskopplungen

### Nineteen Hundred And Eighty Five (Erste Version)
Am 3. Juni 2016 erschien in Großbritannien eine 12″-Vinyl-Single mit den Liedern: Nineteen Hundred And Eighty Five (Original Mix) / Nineteen Hundred And Eighty Five (Radio Edit) / Nineteen Hundred And Eighty Five (ClubMix). Die Remixer werden gleichrangig erwähnt, sodass die Interpretenbezeichnung Paul McCartney & Wings vs. Timo Maas & James Teej lautet. In Kontinentaleuropa war die Single als Download verfügbar.

### Nineteen Hundred And Eighty Five (Zweite Version)
Am 2. September 2016 wurde eine weitere 12″-Vinyl-Single in Europa mit folgenden Versionen veröffentlicht: Nineteen Hundred And Eighty Five (Paul Woolford Remix) / Nineteen Hundred And Eighty Five (Kerri Chandler Kaoz 623 Again Vocal Mix) / Nineteen Hundred And Eighty Five (Tim Green Remix). Die Single war auch als Download erhältlich.

### Nineteen Hundred And Eighty Five (Promotionveröffentlichung)
Eine Promotion 12″-Vinyl-Single mit einer Auflage von 300 Einheiten beinhaltet die Lieder Nineteen Hundred And Eighty Five (Radio Edit) / Nineteen Hundred And Eighty Five (Club Mix). Die Promotion 7″-Vinyl-Single enthält lediglich das Lied Nineteen Hundred And Eighty Five (Radio Edit).
Es wurde ein Musikvideo zu dem Lied Nineteen Hundred And Eighty Five (Radio Edit) hergestellt.

## Kommerzieller Erfolg

### Chartplatzierungen
| ChartsChartplatzierungen       | Höchstplatzierung | Wochen |
| ------------------------------ | ----------------- | ------ |
| Deutschland (GfK)              | 7 (9 Wo.)         | 9      |
| Österreich (Ö3)                | 14 (3 Wo.)        | 3      |
| Schweiz (IFPI)                 | 25 (3 Wo.)        | 3      |
| Vereinigte Staaten (Billboard) | 15 (4 Wo.)        | 4      |
| Vereinigtes Königreich (OCC)   | 3 (10 Wo.)        | 10     |

### Auszeichnungen für Musikverkäufe
| Land/Region                  | Auszeichnungen für Musikverkäufe (Land/Region, Auszeichnung, Verkäufe) | Verkäufe |
| ---------------------------- | ---------------------------------------------------------------------- | -------- |
| Vereinigtes Königreich (BPI) | Gold                                                                   | 100.000  |
| Insgesamt                    | 1× Gold ·                                                              | 100.000  |

Hauptartikel: Paul McCartney/Auszeichnungen für Musikverkäufe

## Promotionveröffentlichungen
In Japan wurde zu Werbezwecken die CD Pure McCartney – Radio Sampler hergestellt, diese enthält folgende Lieder: Ebony and Ivory, Maybe I’m Amazed, Jet, Say Say Say (2015 Remix), Live and Let Die und Save Us.